# Estela Rodríguez
Pour les articles homonymes, voir Rodríguez.
Estela Rodríguez Villanueva est une judokate cubaine née le 17 novembre 1967 à Palma Soriano et morte le 10 avril 2022 à La Havane.

## Biographie
Estela Rodríguez Villanueva dispute les Jeux panaméricains de 1987 à Indianapolis ; troisième du tournoi des plus de 72 kg, elle obtient la médaille d'argent toutes catégories.
Elle est sacrée championne du monde toutes catégories en 1989 à Belgrade et obtient l'or des plus de 72 kg aux Championnats panaméricains de judo en 1990 à Caracas.
En 1991, elle est médaillée d'argent toutes catégories aux Championnats du monde de judo 1991 à Barcelone et double médaillée d'or aux Jeux panaméricains de 1991 à La Havane (en open et en plus de 72 kg). 
L'année 1992 est marquée par une médaille d'argent aux Jeux olympiques d'été de 1992 à Barcelone dans la catégorie des plus de 72 kg et une médaille d'or dans la même catégorie aux Championnats panaméricains à Hamilton.
Après une médaille de bronze gagnée aux Mondiaux de 1995 à Chiba, elle remporte une nouvelle fois une médaille d'argent olympique en 1996 à Atlanta dans la catégorie des plus de 72 kg.
Elle est morte d'un arrêt cardiaque à l'hôpital où elle avait été admise pour des affections associées au diabète dont elle souffrait.